# Charles B. Rich House
La Charles B. Rich House est une maison américaine située dans le comté de Cuyahoga, dans l'Ohio. Construite vers 1846, elle est inscrite au Registre national des lieux historiques depuis le 22 février 1979 et est par ailleurs protégée au sein du parc national de Cuyahoga Valley. Elle accueille le Squire Rich Historical Museum, un musée d'histoire.